# Attentato di Mosca del 2010
L'attentato alla metropolitana di Mosca del 29 marzo 2010 è stato un attentato terroristico suicida compiuto da due donne nelle stazioni Lubjanka e Park Kul'tury della metropolitana di Mosca.

## Avvenimenti
La prima esplosione è avvenuta, alle ore 7:56, nella metropolitana nella stazione Lubjanka, in pieno centro di Mosca, sulla linea Sokol'ničeskaja. Alle ore 8:39 si è verificata una seconda esplosione nel terzo vagone, sulla stessa linea presso la stazione Park Kul'tury.

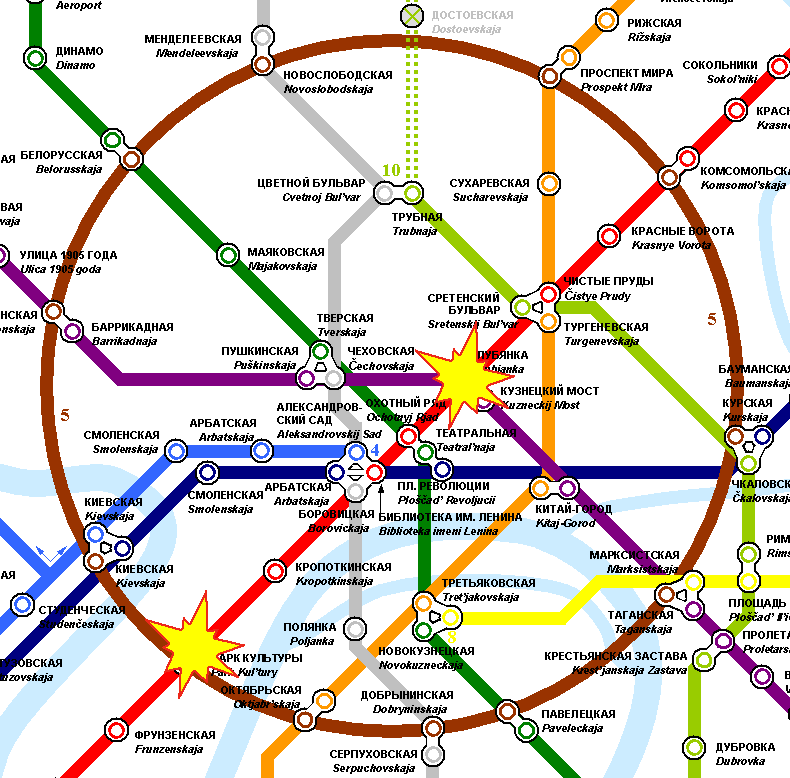
La mappa della metropolitana con evidenziate le due stazioni dove sono avvenute le esplosioni

## Indagini
Le fonti ufficiali russe hanno parlato di due attentatrici (tra i 18 e i 20 anni), indicandole come responsabili delle esplosioni. L'ordigno era probabilmente composto dal T4 ed è stato probabilmente azionato tramite un telefono cellulare. Le due donne sono state identificate grazie alle telecamere di sorveglianza presso la stazione di Jugo-Zapadnaja.
I funzionari russi sospettano che i ribelli musulmani della travagliata regione del Caucaso settentrionale siano i responsabili dell'attacco. La commissione d'inchiesta della Procura della Federazione russa ha avviato un'indagine penale ai sensi dell'articolo 205 del codice penale russo (come "atto di terrorismo").

## Reazioni
In seguito agli attentati, il presidente russo Dmitrij Medvedev e il Primo ministro Vladimir Putin hanno fortemente condannato tali azioni e hanno chiesto la continuazione della repressione di tali gruppi. Inoltre Ramzan Kadyrov, presidente della Repubblica cecena, ha subito commentato gli avvenimenti dissociandosi. Condanne anche da parte degli esponenti delle tre maggiori religioni russe. Il patriarca della Chiesa ortodossa di Mosca ha chiesto la solidarietà del mondo, il consiglio dei Muftī russi ha dichiarato che "l'estremismo e il terrorismo non hanno alcun fondamento nel Sacro Corano", e ha aggiunto che "un terrorista non può essere un musulmano, mentre un musulmano non può essere un terrorista", il rabbino capo della Russia, Berel Lazar, si è detto sicuro che i mandanti dell'attentato terroristico avranno il meritato castigo.
L'attacco è stato condannato duramente anche dai rappresentanti di molti Stati stranieri, tra cui: Abcasia, Azerbaigian, Armenia, Bielorussia, Bulgaria, Canada, Cina, Colombia, la Repubblica Ceca, Estonia, Francia, Georgia, Germania, India, Israele, Lettonia, Lituania, Polonia, Serbia, Tagikistan, Ucraina, il Regno Unito, e gli Stati Uniti. Il Parlamento serbo ha osservato un momento di silenzio, e il sindaco di Belgrado, Dragan Đilas, ha inviato le condoglianze a Jurij Lužkov, sindaco di Mosca. La polizia e gli operatori della sicurezza della metropolitana di New York sono stati incrementati.

## Vittime
Nell'attentato alla metropolitana di Mosca 40 persone sono rimaste uccise nelle esplosioni, comprese altre due vittime decedute nella calca delle persone che fuggivano dopo lo scoppio. Almeno 100 persone sono rimaste ferite, per 88 di esse è stato necessario un ricovero in ospedale.
| Nazionalità  | Morti | Feriti |
| ------------ | ----- | ------ |
| Russia       | 37    | 75     |
| Tagikistan   | 3     | 1      |
| Malaysia     |       | 3      |
| Filippine    |       | 1      |
| Kirghizistan |       | 1      |
| Israele      |       | 1      |
| Sconosciuti  |       | 3      |
| Totale       | 40    | 85     |